# Pesca con explosivos

Pesca con explosivos

La pesca con explosivos o pesca con dinamita es una práctica pesquera consistente en hacer detonar explosivos para aturdir o matar cardúmenes de peces para facilitar su captura. Este tipo de pesca, a menudo considerada ilegal, puede ser extremadamente destructiva para el ecosistema marino, toda vez que las explosiones suele destruir el hábitat subyacente (como por ejemplo, los arrecifes de coral). La frecuentemente improvisada naturaleza de los explosivos usados los hace peligrosos también para los propios pescadores, quienes están expuestos a accidentes, mutilaciones o incluso la muerte por artefactos defectuosos o el mal cálculo de la detonación.
Aun estando prohibida, esta práctica se mantiene extendida por el Sudeste asiático, así como en el mar Egeo y la costa de África. En Filipinas, donde la pesca con explosivos ha sido bien documentada, este tipo de pesca data incluso de antes de la Primera Guerra Mundial ya que esta actividad es mencionada por Ernst Jünger en su libro Tempestades de Acero. Un informe de 1999 estima que cerca de 70.000 pescadores (el 12% del total de pescadores filipinos) llevan a cabo esta actividad.
Litorales extensos y difíciles de patrullar, la atracción del lucro, facilidad de las capturas, y en algunos casos la apatía absoluta o corrupción por parte de las autoridades locales, hacen que el cumplimiento de las prohibiciones de pesca con explosivos sea un desafío permanente para las autoridades.
La dinamita comercial o, más comúnmente, bombas de fabricación casera construidas usando una botella de vidrio con trazas de nitrato de potasio en polvo y guijarros, o mezcla de nitrato de amonio con queroseno son usualmente empleados.
Las ondas de choque submarinas causadas por la explosión producen la ruptura de la vejiga natatoria de los peces, aturdiéndolos. Un pequeño número de peces flotan a la superficie, pero la mayoría se hunde hacia el lecho marino. Las explosiones matan indiscriminadamente un gran número de peces y otros organismos marinos próximos, y puede dañar gravemente e incluso destruir el ambiente físico. En promedio, una bomba de 1 kilogramo (35 onzas), del tamaño de una botella de cerveza, puede dejar un cráter de aproximadamente 1 a 2 metros de diámetro, matando del 50 al 80 por ciento del coral en esa área.

## Impacto en los arrecifes de coral
Varios investigadores creen que las prácticas pesqueras destructivas, como la pesca con explosivos, es la más grande amenaza al ecosistema de los arrecifes de coral. Los arrecifes dinamitados no son más que campos de escombros. El impacto de largo plazo asociado a la pesca con explosivos es que no existe una recuperación de estos arrecifes. Los arrecifes de coral son menos propensos a recuperarse de perturbaciones constantes como la pesca con explosivos que de pequeñas perturbaciones que no cambian su entorno físico. La pesca con explosivos destruye los esqueletos de carbonato de calcio del coral y es una de las interrupciones continuas de los arrecifes de coral. En el Índico-Pacífico, la práctica de la pesca con dinamita es la principal causa de la degradación de los arrecifes de coral. Como resultado, se forman débiles campos de escombros y el hábitat de los peces se reduce. 
Los arrecifes de coral dañados por la pesca con explosivos conllevan una disminución instantánea de la riqueza y cuantía de las especies de peces. Las bombas caseras utilizadas en la pesca con explosivos no sólo matan a los peces, pues también destruyen los esqueletos de los corales, creando escombros de corales desbalanceados. La eliminación de los peces también elimina la capacidad de resistencia de los arrecifes de coral al cambio climático, entorpeciendo aún más su recuperación. Tras una sola explosión, los arrecifes se pueden recuperar entre 5 y 10 años, mientras que la práctica frecuente y generalizada de ellas transforma estos ecosistemas biodiversos en escombros inestables continuos.

## Daños ocasionados
Este tipo de pesca al no ser selectiva en cada explosión realizada no solo mueren los peces objetivos, sino que indiscriminadamente mueren: huevos de distintas especies de peces, larvas, crías, tortugas marinas (especie amenazada), aves guaneras, pingüinos de Humboldt, lobos marinos, nutrias y delfines. Estas Especies no solo se ven afectadas directamente, sino que indirectamente la explosión causa grandes daños en los ecosistemas donde habitan, como la alimentación, la reproducción de estos animales, la disponibilidad de recursos entre otros. Debido a este conjunto de daños ocasionados genera una gran dificultad para la recuperación de las especies amenazadas.
Cuando se realizan explosiones en sectores de poca profundidad no solo destruye la superficie ni elimina grandes cantidades de seres vivos sino que altera el fondo marino, ocasionando que algunas especies sobrevivientes tengan que desplazarse a otras regiones, convirtiéndolas en especies invasoras, alterando el ecosistema. Además de afectar los animales marinos, se ve afectada la economía en gran parte de las empresas pesqueras o pequeños pescadores que realizan la pesca de una manera responsable debido a la falta de especies comerciales como: peces, moluscos, crustáceos, equinodermos, entre otros, reduciendo la cantidad de alimentos para los seres humanos.
En el sector económico también vale resaltar que en sitios turísticos que dependen de la biodiversidad del ecosistema se pueden ver afectados económicamente con las explosiones de los pescadores ilegales, debido a que por la falta de biodiversidad a la gente puede que no le llame la atención visitar estos sitios turísticos. Y no solo se perjudica al ser humano económicamente, también físicamente pues pueden dañar al ser humano en el momento de la manipulación del explosivo ocasionando quemaduras , mutilaciones como la pérdida de brazos o perdida de piernas, explosiones dentro de las embarcaciones, incendios de las naves, hasta causar la muerte. 
En consecuencia a los grandes cargamentos de peces que se sacan durante estas pescas ilegales se hace muy difícil estimar la abundancia de recursos pesqueros para que se pueda realizar una pesca sostenible y tener buenas decisiones en el manejo de la abundancia de peces.